# Rock wa Lady no Tashinamideshite
Rock wa Lady no Tashinamideshite (ロックは淑女の嗜みでして Rokku wa Redi no Tashinamideshite?, lit. El rock es el interés de una dama), también conocida como Rock Is a Lady's Modesty en inglés, es una serie de manga japonesa escrita e ilustrada por Hiroshi Fukuda. Se publica en la revista de manga seinen Young Animal de Hakusensha desde octubre de 2022. Una adaptación a serie de televisión de anime producida por Bandai Namco Pictures se emitió en abril a junio de 2025.

## Sinopsis
Lilisa Suzunomiya es una joven estudiante de la prestigiosa y elitista Academia Femenina Oshin. Sin embargo, tras ser adoptada por un padre adinerado a través del segundo matrimonio de su madre, en lugar de haber nacido en uno, Lilisa debe esforzarse por aparentar ser una estudiante culta y sofisticada para obtener el preciado título de Doncella Noble de la escuela, lo que implica renunciar a su sueño de tocar la guitarra, heredado de su padre biológico. Sin embargo, un giro del destino la une a su compañera Otoha Kurogane, y descubre su amor secreto por la batería y el rock. Tras retomar la guitarra, Lilisa y Otoha comienzan a disfrutar en secreto de su pasión por el rock.

## Personajes

### Principales
Lilisa Suzunomiya (鈴ノ宮 りりさ Suzunomiya Ririsa?)
Seiyū: Akira Sekine
Captura de movimiento: Kanami Tōno (Band-Maid)
Una estudiante de primer año en la Academia Femenina Oshin que se convirtió en hija de la prestigiosa familia Suzunomiya tras el nuevo matrimonio de su madre. Para adaptarse a las expectativas de la alta sociedad, se forjó la imagen perfecta de una joven refinada, llegando incluso a abandonar su adorada guitarra, un preciado regalo de su difunto padre. Sin embargo, al conocer a Otoha, su pasión por la música, que había estado enterrada, comienza a reavivarse, lo que la lleva a recuperar su verdadero yo y finalmente, a formar una banda con ella.
Otoha Kurogane (黒鉄 音羽 Kurogane Otoha?)
Seiyū: Miyuri Shimabukuro
Captura de movimiento: Akane Hirose (Band-Maid)
Una estudiante de primer año en la Academia Femenina Oshin, proveniente de una prominente familia política. Es la alumna más admirada de la escuela, aunque en secreto es una baterista incansable. Tras conocer a Lilisa, Otoha la obliga a reavivar su pasión por la guitarra y forman una banda juntas.
Tina Isemi (院瀬見 ティナ Isemi Tina?)
Seiyū: Ayaka Fukuhara
Captura de movimiento: Saiki Atsumi (Band-Maid)
Una estudiante de segundo año en la Academia Femenina Oshin que trabaja medio tiempo como modelo. Si bien mantiene una imagen de príncipe elegante en público, su verdadera naturaleza es la de una doncella gentil. Su interés por el rock surge tras escuchar accidentalmente a Lilisa, lo que la lleva a unirse a la banda como tecladista y diseñadora de vestuario.
Tamaki Shiraya (白矢 環 Shiraya Tamaki?)
Seiyū: Natsumi Fujiwara
Captura de movimiento: Misa (Band-Maid)
Una estudiante de segundo año en la Escuela Femenina Kuroyuri (institución hermana de la Academia Femenina Oshin) y amiga de la infancia de Otoha. A pesar de su reputación como una bajista experta en el rock underground, permaneció al margen de cualquier banda, hasta que se reunió con Otoha y se unió al grupo de ella y Lilisa.

### Secundarios
Alice Suzunomiya (鈴ノ宮愛莉珠 Suzunomiya Arisu?)
Seiyū: Saho Shirasu
Una estudiante de segundo año en la Academia Femenina Oshin y es la hija biológica de la familia Suzunomiya, lo que la convierte en la hermana menor adoptiva de Lilisa. Al principio, percibió a su madrastra y hermanastra como intrusas en su prestigiosa familia, por lo que intentó desenmascarar a Lilisa y expulsarlas. Sin embargo, se convirtió en fan de Lilisa después de escucharla tocar el rock y es además, una excelente violinista.
Yuka Suzunomiya (鈴ノ宮有花 Suzunomiya Yuka?)
Seiyū: Kaori Nazuka
La madre de Lilisa, quien recientemente se volvió a casar con un miembro de la prestigiosa familia Suzunomiya, aunque aparentemente es una mujer amable, presiona sutilmente a su hija para que se ajuste a los estándares de la alta sociedad.
Yukari Fujimurasaki (藤紫 ゆかり Fujimurasaki Yukari?)
Seiyū: Kanae Itō
Presidenta del consejo estudiantil de la Academia Femenina Oshin y una Doncella Noble. Elige a Tina como vicepresidenta y luego invita también a Lilisa al consejo, sin conocer sus verdaderas naturalezas.
Aki (アキ?)
Seiyū: Hiromi Igarashi
La líder de Bitter Ganache, con quien Tamaki tocó como músico de sesión.

## Desarrollo
El director Shinya Watada conoció la serie de manga en 2023. Leyó el manga por recomendación de un amigo y la historia le pareció interesante. Cuando Bandai Namco Pictures le ofreció dirigir la serie de anime, Watada se sorprendió y lo consideró cosa del destino, aceptando con gusto. El asistente de dirección, Ori Yasukawa, había tocado la batería en una banda amateur. Durante la preproducción de las escenas de batería del segundo episodio, el equipo confió mucho en sus habilidades.
Aunque el equipo de producción ya había decidido usar captura de movimiento para las escenas de actuación, la idea de que el grupo que participaría en la captura de movimiento fuera el mismo que interpretaría la canción de apertura surgió más tarde. Durante las conversaciones sobre qué banda elegir, Watada sugirió Band-Maid y la idea tuvo una acogida inmediata. Para observarlas en vivo, el productor Tatsuya Sunako asistió a una de las presentaciones de la banda. Al ver las presentaciones de Kanami y Akane, las comparó de inmediato con las de Otoha y Lilisa. El equipo también consultó a Fukuda para obtener sugerencias sobre las historias de los personajes.
Cuatro integrantes de Band-Maid participaron en la captura de movimiento de los personajes: Akane (Otoha), Kanami (Lilisa), Saiki (Tina) y Misa (Tamaki). En una entrevista, Akane declaró que la música era muy difícil y que tuvo que imaginar cómo la interpretaría Lilisa. Dado que se colocaron sensores no solo en los instrumentos, sino también en los mangos de las baquetas, tuvo que tener cuidado de no dañarlos, ya que esto interfería con su interpretación. Sin embargo, después de que el equipo de producción le asegurara que no se preocupara por los sensores, pudo concentrarse en su actuación.
En una entrevista, Akira Sekine, la actriz de voz de Lilisa, describió la atmósfera en el estudio de grabación como tranquila y pacífica. Ella estaba decepcionada de perderse la audición inicial debido a la gripe, pero pudo unirse al día siguiente. Para prepararse para sus papeles, Sekine y Miyuri Shimabukuro, la actriz de voz de Otoha, compraron y leyeron libros sobre mujeres. Según Sekine, grabar la intensa escena de gritos entre Lilisa y Otoha en el primer episodio requirió mucha energía. Para ayudar a las actrices de voz a comprender mejor a sus personajes, Hiroshi Fukuda compartió historias adicionales que no se incluyeron en el manga. Aunque la actuación de voz generalmente se hace sin música, Sekine fue invitada a escuchar la música durante el proceso de grabación. Shimabukuro declaró que mientras prestaba voz a Otoha, prestó atención a las yemas de sus dedos, enderezó su postura y se paró libremente frente al micrófono, tratando de reflejar la elegancia del personaje a través de su propia postura y comportamiento.

## Contenido de la obra

### Manga
Rock wa Lady no Tashinamideshite está escrita e ilustrada por Hiroshi Fukuda y comenzó en la revista de manga seinen de Hakusensha Young Animal, el 28 de octubre de 2022. Hakusensha ha recopilado sus capítulos en volúmenes tankōbon individuales, y el primero se lanzó el 28 de abril de 2023. Al 29 de febrero de 2024, se han lanzado cuatro volúmenes.
| Volúmenes de manga publicados | Volúmenes de manga publicados | Volúmenes de manga publicados |
| Número                        | Fecha de lanzamiento          | ISBN                          |
| ----------------------------- | ----------------------------- | ----------------------------- |
| 1                             | 28 de abril de 2023           | ISBN 978-4-592-16476-0        |
| 2                             | 29 de junio de 2023           | ISBN 978-4-592-16477-7        |
| 3                             | 27 de octubre de 2023         | ISBN 978-4-592-16478-4        |
| 4                             | 29 de febrero de 2024         | ISBN 978-4-592-16479-1        |
| 5                             | 29 de julio de 2024           | ISBN 978-4-592-16480-7        |
| 6                             | 28 de noviembre de 2024       | ISBN 978-4-592-16716-7        |
| 7                             | 28 de marzo de 2025           | ISBN 978-4-592-16717-4        |

### Anime
En julio de 2024, se anunció que el manga recibirá una adaptación a serie de televisión de anime que se estrenará en 2025. La serie será producida por Bandai Namco Pictures y dirigida por Shinya Watada, con Ōri Yasukawa como asistente de dirección, Shogo Yasukawa a cargo de la composición de la serie y Risa Miyadani diseñando los personajes. La serie se emitió del 3 de abril al 26 de junio de 2025 en TBS y sus filiales. El tema de apertura es "Ready to Rock" de Band-Maid, mientras que el tema de cierre es "Yume Janai nara Nan'na no sa" de Little Glee Monster. Sentai Filmworks obtuvo la licencia de la serie para su transmisión en HIDIVE. Medialink obtuvo la licencia de la serie en el Sudeste Asiático.

## Recepción
El manga fue recomendado por el autor de Bocchi the Rock!, Aki Hamaji. La adaptación al anime tuvo una acogida positiva. Vrai Kaiser de Anime Feminist, comentó que la serie ofrece dos versiones diferentes de un personaje femenino de dos caras, comparándolo con Anthy Himemiya en Shōjo Kakumei Utena, Jennifer Tilly y Hime Shiraki en Watashi no Yuri wa Oshigoto Desu!. Añadió que, si bien las coletas de Lilisa resultan vergonzosas en cuanto a diseño, se usan de forma expresiva, y señaló que el personal de la serie proviene de Love Live!, JoJo's Bizarre Adventure, SSSS.Dynazenon y Keijo!!!!!!!!. Kaiser comentó que, si bien el resultado final no es "excéntrico", ni se asemeja al de Ave Mujica, se trata de una especie de "caos amistoso" que no es un problema, combinado con la "ansiedad clasista y el sexismo social". La dinámica entre las dos protagonistas es "eléctrica" y afirmaron que esperan que la "maldición de One Season Yuri se manifieste" antes de que las protagonistas estén juntas, románticamente.
Steve Jones reseñó los tres primeros episodios del anime para Anime News Network. Comentó que, aunque era fan de series de bandas femeninas como Bocchi the Rock!, BanG Dream! It's MyGO!!!!! y Ave Mujica, se mostraba escéptico, pensando que sería una comedia, pero se equivocó al afirmar que la serie es "genial", afirmando que la historia de Lilisa hace que la historia funcione, siendo un personaje que resulta "instantáneamente simpático" y que, aunque se siente agotada por su actuación en la alta sociedad y la academia de Clase S, queda atrapada en la red que teje Otoha. Elogió el guion gráfico, la música, la elección de color, las imágenes y la animación. Argumentó que la historia tiene la seducción en su corazón, con escenarios BDSM imaginarios con Lilisa u Otoha como dominatrix y llamó a la serie "ruidosa, vulgar, sáfica y orgullosa" y una historia de "liberación y libido", con alusiones a las relaciones sexuales, y comparó la serie con Kakegurui.